# Mylesinus
Mylesinus es un género de peces de la familia Serrasalmidae y de la orden de los Characiformes.

## Especies
- Mylesinus paraschomburgkii (Jégu, dos Santos & E. J. G. Ferreira, 1989)[1]
- Mylesinus paucisquamatus (Jégu & dos Santos, 1988)[1]
- Mylesinus schomburgkii (Valenciennes, 1850)[1]